# 1986 у відеоіграх

## Події

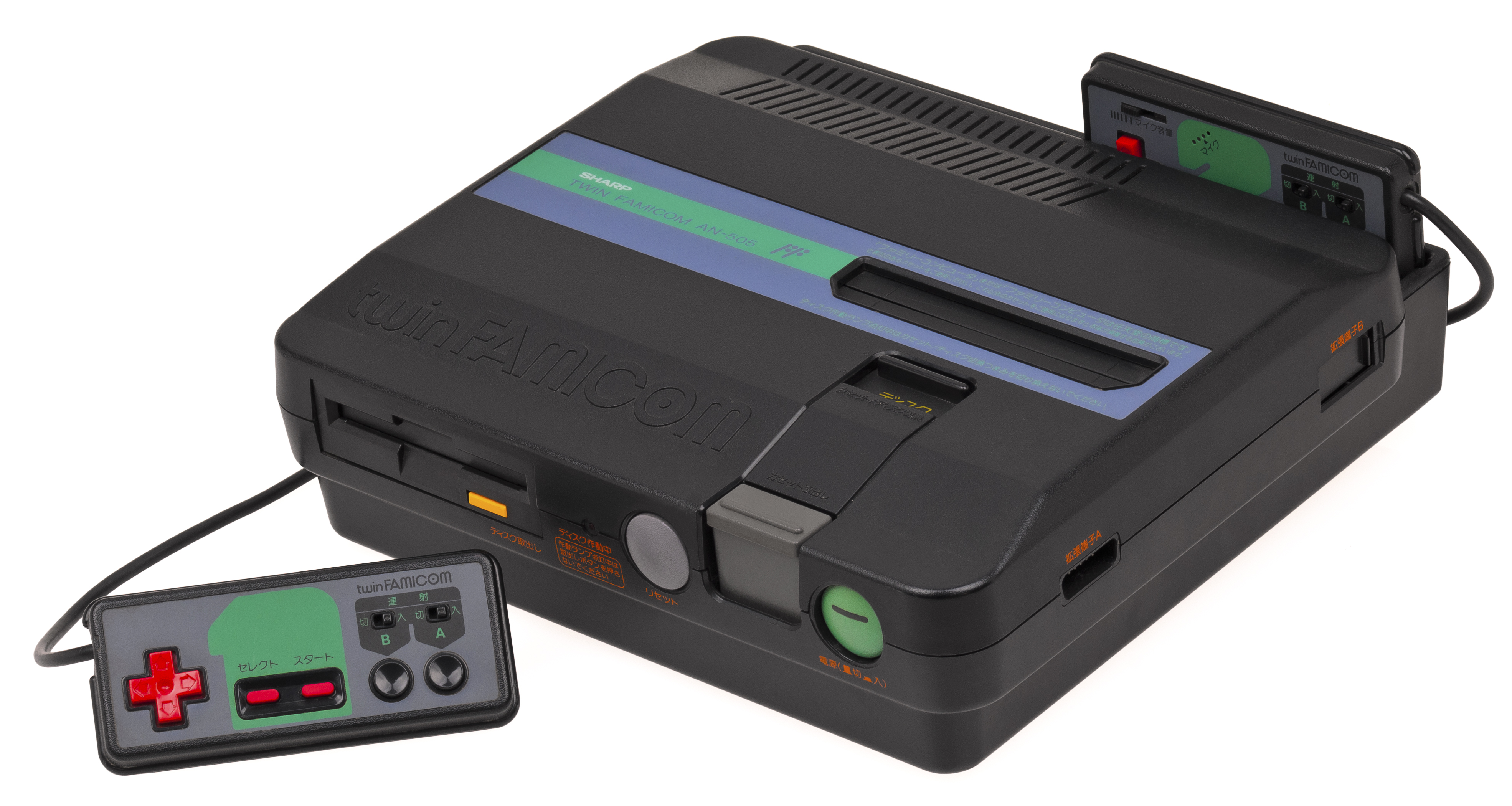
Twin Famicom

- 21 лютого — Nintendo випустила периферійний пристрій Family Computer Disk System для гральної консолі Famicom, який як носії використовував двосторонні дискети Famicom Disk.
- У червні Atari повторно випустила на ринок гральну консоль Atari 7800.
- 1 липня — Sharp Corporation випустила гральну консоль Twin Famicom.
- У жовтні Sega випустила на північноамериканський ринок консоль Sega Master System (в Японії консоль вийшла тільки 20 жовтня під назвою Mark III, в Європі — у вересні 1987-го року).
- Namco випустила плату для гральних автоматів Namco System 86, що використовувалася такими аркадами як Sky Kid Deluxe, Hopping Mappy, Toy Pop, The Return of Ishtar, Genpei Tōma Den та Rolling Thunder.

## Релізи
- 21 лютого — Nintendo випускає гру The Legend of Zelda, яку розробляла команда під керівництвом дизайнера Сігеру Міямото. Ця гра стала першою в серії The Legend of Zelda. В США гра з'явилася у продажу 22 серпня, а в Європі — 27 листопада 1987 року.
- 27 травня — Chunsoft випустила гру Dragon Quest, яка мала феноменальних успіх в Японії. Гра заснувала серію ігор Dragon Quest, яка вважається одним із засновників жанру JRPG. В США гра вийшла лише у серпні 1989 року під назвою Dragon Warrior.
- 6 серпня — Nintendo випускає гру Metroid, першу з однойменної серії ігор.
- 12 вересня — Hudson Soft випускає гру Adventure Island, яка є ліцензованою переробкою гри Wonder Boy компанії Sega і засновником серії ігор Adventure Island.
- 26 вересня — Konami випустила гру Castlevania, першу з однойменної серії ігор. У США гра вийшла 1 травня 1987 року, а в Європі — 19 грудня 1988 року.
- У вересні Sega випустила гру Out Run, перегонову гру для аркадного автомата, яка пізніше була адаптована для гральних консолей.
- У жовтні Sierra On-Line випустила квест Space Quest I: The Sarien Encounter, яка заснувала серію Space Quest.
- Taito випустила гру Arkanoid, ігрова механіка якої вочевидь була запозичена з Breakout, гри 1976 року для Atari; але саме Arkanoid пізніше дав назву аркадним іграм такого типу.
- Taito випустила гру Bubble Bobble, яка започаткувала серію сіквелів.
- Екстрема-Україна випустила гру Коник-Горбунець для радянського ігрового автомата ТИА-МЦ-1.
- Compile випустила гру Zanac, скроллінговий шутер, який не привернув особливої уваги, але пізніше був визнаний «унікальним для свого часу».
- Opera Soft[en] випустила пригодницький платформер Livingstone Supongo[ru].

## Індустрія
- 13 червня 1986 року відбулося злиття компаній Activision та Infocom.
- Група програмістів та дизайнерів Activision заснувала Absolute Entertainment.
- Засновано компанії Ubisoft, Acclaim та Imagineering.
- Activision купує Gamestar Software
- Amstrad купує Sinclair Research Ltd.